# Live at Monterey
Live at Monterey – wydany pośmiertnie album koncertowy Jimiego Hendriksa, zawiera jego pełny występ na International Monterey Pop Festival. Zawiera te same utwory co Jimi Plays Monterey z 1986 roku, został jednak inaczej zmiksowany.

## Lista utworów
Autorem wszystkich utworów, chyba że zaznaczono inaczej jest Jimi Hendrix.
| Nr  | Tytuł utworu                   | Długość |
| --- | ------------------------------ | ------- |
| 1.  | „Introduction by Brian Jones”  | 0:39    |
| 2.  | „Killing Floor”                | 3:14    |
| 3.  | „Foxy Lady”                    | 3:28    |
| 4.  | „Like a Rolling Stone” (Dylan) | 7:06    |
| 5.  | „Rock Me Baby” (King, Josea)   | 3:37    |
| 6.  | „Hey Joe” (Roberts)            | 5:11    |
| 7.  | „Can You See Me”               | 2:37    |
| 8.  | „The Wind Cries Mary”          | 3:53    |
| 9.  | „Purple Haze”                  | 5:34    |
| 10. | „Wild Thing” (Taylor)          | 7:49    |
|     |                                | 43:08   |

## Twórcy
- Jimi Hendrix – gitara, śpiew
- Mitch Mitchell – perkusja
- Noel Redding – gitara basowa